# Dinamo Batoumi
Maillots
Le Football Club Dinamo Batoumi (en géorgien : საფეხბურთო კლუბი დინამო ბათუმი), plus couramment abrégé en Dinamo Batoumi, est un club géorgien de football fondé en 1923 et basé dans la ville de Batoumi.
Créé à la suite de la fusion entre le Mezgvauri (les marins) et le Tsiteli Raindi (les chevaliers rouges), le club évolue actuellement en première division.

## Historique
- 1923 : fondation du club sous le nom de Dinamo Batoumi.
- 1990 : le club est renommé FC Batoumi.
- 1991 : à l'indépendance le club est nommé Superkhburto Klubi Batoumi.
- 1994 : le club est renommé FC Dinamo Batoumi.
- 1995 : première participation à une Coupe d'Europe (C2, saison 1995/96).

Le club participe à sa première Coupe d'URSS en 1936 et 1939 pour sa première participation au Championnat d'URSS en seconde division. Il participe au nouveau Championnat Géorgien en 1990.
Entre 1993 et 1997, le club perd les quatre finales de Coupe de Géorgie contre le FC Dinamo Tbilissi. Des performances qui lui vaut d'être qualifié pour la Coupe de l'UEFA. En 1998, il remporte enfin la Coupe de Géorgie toujours contre le FC Dinamo Tbilissi.
Le Dinamo Batoumi remporte le premier championnat de son histoire en 2021, et dispute pour la première fois les qualifications de la Ligue des champions lors de l'édition 2022-2023.

## Bilan sportif

### Palmarès
| \| - Championnat de Géorgie (2) : - Champion : 2021 et 2023 - Vice-champion : 1998, 2015, 2019, 2020 et 2022. - Coupe de Géorgie (1) : - Vainqueur : 1998. - Finaliste : 1993, 1995, 1996, 1997 et 2023. \| \| - Supercoupe de Géorgie (2) : - Vainqueur : 1998 et 2022. - Finaliste : 1996, 1997 et 2023. - Championnat de Géorgie de deuxième division (1) : - Champion : 2018. - Vice-champion : 2012 et 2014. \| |  | |
| - Championnat de Géorgie (2) : - Champion : 2021 et 2023 - Vice-champion : 1998, 2015, 2019, 2020 et 2022. - Coupe de Géorgie (1) : - Vainqueur : 1998. - Finaliste : 1993, 1995, 1996, 1997 et 2023. |  | - Supercoupe de Géorgie (2) : - Vainqueur : 1998 et 2022. - Finaliste : 1996, 1997 et 2023. - Championnat de Géorgie de deuxième division (1) : - Champion : 2018. - Vice-champion : 2012 et 2014. |

### Bilan par saison
Légende
- Vainqueur de la compétition.
- Vice-champion ou finaliste de la compétition.
- Troisième de la compétition.
- Promotion en division supérieure.
- Relégation en division supérieure.

| Saison    | Championnat | Championnat | Championnat | Championnat | Championnat | Championnat | Championnat | Championnat | Championnat | Championnat | Coupe de Géorgie    |
| Saison    | Division    | Pos         | Pts         | J           | V           | N           | D           | BP          | BC          | Diff        | Coupe de Géorgie    |
| --------- | ----------- | ----------- | ----------- | ----------- | ----------- | ----------- | ----------- | ----------- | ----------- | ----------- | ------------------- |
| 1990      | 1re         | 6e          | 61          | 34          | 18          | 7           | 9           | 56          | 28          | +28         | Demi-finales        |
| 1991      | 1re         | 5e          | 32          | 19          | 10          | 2           | 7           | 28          | 21          | +7          | —                   |
| 1991-1992 | 1re         | 9e          | 51          | 38          | 15          | 6           | 17          | 55          | 58          | -3          | Quarts de finale    |
| 1992-1993 | 1re         | 11e         | 39          | 32          | 11          | 6           | 15          | 56          | 56          | 0           | Finale              |
| 1993-1994 | 1re         | 5e          | 53          | 32          | 16          | 5           | 11          | 63          | 46          | +17         | Demi-finales        |
| 1994-1995 | 1re         | 4e          | 54          | 30          | 16          | 6           | 8           | 69          | 40          | +29         | Finale              |
| 1995-1996 | 1re         | 6e          | 54          | 30          | 16          | 6           | 8           | 68          | 28          | +40         | Finale              |
| 1996-1997 | 1re         | 3e          | 62          | 30          | 18          | 8           | 4           | 71          | 22          | +49         | Finale              |
| 1997-1998 | 1re         | 2e          | 62          | 30          | 18          | 7           | 5           | 58          | 19          | +39         | Vainqueur           |
| 1998-1999 | 1re         | 5e          | 50          | 30          | 13          | 11          | 6           | 49          | 22          | +27         | Quarts de finale    |
| 1999-2000 | 1re         | 4e          | 51          | 28          | 14          | 9           | 5           | 37          | 14          | +23         | Demi-finales        |
| 2000-2001 | 1re         | 7e          | 46          | 32          | 13          | 7           | 12          | 47          | 36          | +11         | Huitièmes de finale |
| 2001-2002 | 1re         | 5e          | 41          | 32          | 12          | 5           | 15          | 36          | 38          | -2          | Quarts de finale    |
| 2002-2003 | 1re         | 8e          | 38          | 32          | 10          | 8           | 14          | 28          | 32          | -4          | Huitièmes de finale |
| 2003-2004 | 1re         | 10e         | 41          | 32          | 13          | 2           | 17          | 32          | 42          | -10         | Quarts de finale    |
| 2004-2005 | 1re         | 8e          | 39          | 36          | 9           | 12          | 15          | 35          | 33          | +2          | Quarts de finale    |
| 2005-2006 | 1re         | 6e          | 58          | 30          | 17          | 7           | 6           | 42          | 21          | +21         | Huitièmes de finale |
| 2006-2007 | 1re         | 9e          | 30          | 26          | 8           | 6           | 12          | 27          | 30          | -3          | Demi-finales        |
| 2007-2008 | 1re         | 13e         | 16          | 26          | 4           | 4           | 18          | 16          | 51          | -35         | Huitièmes de finale |
| 2008-2009 | 2e          | 8e          | 36          | 30          | 9           | 9           | 12          | 33          | 42          | -9          | —                   |
| 2009-2010 | 2e          | 5e          | 53          | 28          | 15          | 8           | 5           | 44          | 17          | +27         | Seizièmes de finale |
| 2010-2011 | 2e          | 5e          | 63          | 32          | 18          | 9           | 5           | 66          | 18          | +48         | Huitièmes de finale |
| 2011-2012 | 2e          | 1er         | 42          | 18          | 13          | 3           | 2           | 28          | 9           | +19         | Huitièmes de finale |
| 2012-2013 | 1re         | 11e         | 31          | 32          | 8           | 7           | 17          | 39          | 55          | -16         | Huitièmes de finale |
| 2013-2014 | 2e          | 2e          | 59          | 26          | 19          | 2           | 5           | 65          | 17          | +48         | Huitièmes de finale |
| 2014-2015 | 1re         | 2e          | 58          | 30          | 18          | 4           | 8           | 40          | 24          | +16         | Huitièmes de finale |
| 2015-2016 | 1re         | 8e          | 44          | 30          | 12          | 8           | 10          | 41          | 32          | -9          | Huitièmes de finale |
| 2016      | 1re         | 3e          | 26          | 15          | 7           | 5           | 3           | 23          | 7           | +16         | Seizièmes de finale |
| 2017      | 1re         | 8e          | 33          | 36          | 10          | 3           | 23          | 28          | 60          | -32         | Seizièmes de finale |
| 2018      | 2e          | 1er         | 76          | 36          | 23          | 7           | 6           | 60          | 22          | +38         | Seizièmes de finale |
| 2019      | 1re         | 2e          | 70          | 36          | 21          | 7           | 8           | 57          | 31          | +26         | Seizièmes de finale |
| 2020      | 1re         | 2e          | 36          | 18          | 10          | 6           | 2           | 29          | 14          | +15         | Huitièmes de finale |
| 2021      | 1re         | 1er         | 75          | 36          | 21          | 12          | 3           | 73          | 27          | +46         | Demi-finales        |
| 2022      | 1re         | 2e          | 77          | 36          | 23          | 8           | 5           | 87          | 34          | +53         | Huitièmes de finale |

### Bilan européen
Note : dans les résultats ci-dessous, le score du club est toujours donné en premier.
| Saison    | Compétition             | Tour              | Club                  | Domicile | Extérieur | Total |
| --------- | ----------------------- | ----------------- | --------------------- | -------- | --------- | ----- |
| 1995-1996 | Coupe des coupes        | Tour préliminaire | Obilić Belgrade       | 2 - 2    | 1 - 0     | 3 - 2 |
| 1995-1996 | Coupe des coupes        | Premier tour      | Celtic Glasgow        | 2 - 3    | 0 - 4     | 2 - 7 |
| 1996-1997 | Coupe des coupes        | Tour préliminaire | HB Torshavn           | 6 - 0    | 3 - 0     | 9 - 0 |
| 1996-1997 | Coupe des coupes        | Premier tour      | PSV Eindhoven         | 1 - 1    | 0 - 3     | 1 - 4 |
| 1997-1998 | Coupe des coupes        | Tour préliminaire | Ararat Erevan         | 0 - 3    | 2 - 0     | 2 - 3 |
| 1998-1999 | Coupe des coupes        | Tour préliminaire | Partizan Belgrade     | 1 - 0    | 0 - 2     | 1 - 2 |
| 2015-2016 | Ligue Europa            | Premier tour Q    | Omonia Nicosie        | 1 - 0    | 0 - 2     | 1 - 2 |
| 2017-2018 | Ligue Europa            | Premier tour Q    | Jagiellonia Białystok | 0 - 1    | 0 - 4     | 0 - 5 |
| 2020-2021 | Ligue Europa            | Premier tour Q    | Hapoël Beer-Sheva     | N/A      | 0 - 3     | 0 - 3 |
| 2021-2022 | Ligue Europa Conférence | Premier tour Q    | SP Tre Penne          | 3 - 0    | 4 - 0     | 7 - 0 |
| 2021-2022 | Ligue Europa Conférence | Deuxième tour Q   | BATE Borisov          | 0 - 1    | 4 - 1     | 4 - 2 |
| 2021-2022 | Ligue Europa Conférence | Troisième tour Q  | Sivasspor             | 1 - 2    | 1 - 1 ap  | 2 - 3 |
| 2022-2023 | Ligue des champions     | Premier tour Q    | Slovan Bratislava     | 1 - 2 ap | 0 - 0     | 1 - 2 |
| 2022-2023 | Ligue Europa Conférence | Deuxième tour Q   | Lech Poznań           | 1 - 1    | 0 - 5     | 1 - 6 |
| 2023-2024 | Ligue Europa Conférence | Premier tour Q    | KF Tirana             | 1 - 2    | 1 - 1     | 2 - 3 |
| 2024-2025 | Ligue des champions     | Premier tour Q    | Ludogorets Razgrad    | 1 - 0    | 1 - 3     | 2 - 3 |
| 2024-2025 | Ligue Conférence        | Deuxième tour Q   | Dečić Tuzi            | 0 - 2    | 0 - 0     | 0 - 2 |

1. ↑  La rencontre se termine à l'origine sur une victoire 4-2 du Dinamo Batoumi. Ce résultat est cependant changé par la suite en victoire technique de l'Ararat sur le score de 3-0 en raison de l'alignement d'un joueur non-éligible par le Dinamo.

Légende
- Victoire ou qualification pour le tour suivant
- Match nul
- Défaite ou élimination de la compétition

## Identité visuelle

Ancien logotype.
Logotype actuel.

## Personnalités du club

### Joueurs
- Khvicha Kvaratskhelia
- Irakli Azarovi
- Zuriko Davitashvili

### Présidents
- Sourab Dschaparidze
- Otar Fedichkine

### Entraîneurs
- Kostyantyn Frolov
- Levan Khomeriki
- Otar Gabelia
- Giorgi Geguchadze